# Berserk: Ōgon Jidai-Hen
Berserk: Ōgon Jidai-Hen (ベルセルク 黄金時代篇) é uma série de filmes, um projeto que adaptou o arco Era de Ouro da série de mangá Berserk de Kentaro Miura. O projeto foi anunciado pela primeira vez como um novo projeto de anime em setembro de 2010, sobre uma sobrecapa envolvente no volume de 35 do mangá de Berserk. Os dois primeiros filmes, Berserk Ōgon Jidai-Hen I: Haō no Tamago e Berserk Ōgon Jidai-Hen II: Doldrey Kōryaku, foram lançados no Japão em fevereiro e junho de 2012, com o terceiro filme, Berserk Ōgon Jidai-Hen III: Kōrin, lançado em fevereiro de 2013. O terceiro filme também adapta pela primeira vez acontecimentos no mangá que não foram adaptados na história do programa de TV.
O elenco de dublagem japonês dos filmes apresenta Hiroaki Iwanaga como Guts (substituindo Nobutoshi Canna do anime original), Takahiro Sakurai como Griffith (substituindo Toshiyuki Morikawa), e Toa Yukinari como Caska (que substituiu Yuko Miyamura).

## Filmes

### I: Haō no Tamago
Berserk: Golden Age Arc I - O ovo do Rei  ( ベルセルク黄金時代篇I覇王の卵Beruseruku ogon Jidai-hen Wan Hao no Tamago?) Foi lançado em 04 de fevereiro de 2012 no Japão.
Guts, um mercenário, atrai a atenção da Banda do Falcão e é forçado a se juntar ao grupo depois de ser derrotado por seu líder Griffith, duas vezes. Uma vez que os Falcões derrotaram o reino de Chuder Black Ram Iron Lance Calvário, eles são recrutados por Midland para a sua guerra contra o reino rival. Durante um cerco, Guts e Griffith encontram o demônio Nosferatu Zodd, que observa o Behelit em torno do pescoço de Griffith e adverte Guts que Griffith será seu destino. Com o tempo, o aumento gradual de status de Griffith é mal recebido pelos nobres, e uma tentativa de assassinato por parte do irmão do rei Yurius resulta em seu assassinato por Guts, que também foi forçado a matar o filho do nobre, Adonis, para não deixar nenhuma testemunha. Guts, emocionalmente marcado pelo que ele fez,

### II: Doldrey Kōryaku
Berserk: Golden Age Arc II - The Battle for Doldrey  ( ベルセルク黄金時代篇IIドルドレイ攻略Beruseruku ogon Jidai-hen TSU Dorudorei Koryaku?) Foi lançado em 23 de Junho de 2012 no Japão. 
Durante três anos, Guts acreditou que sua missão era perseguir o sonho de Griffith junto com ele. Mas depois de chegar a entender a perspectiva de Griffith, Guts percebe que ele precisaria deixar a Banda do Falcão para se tornar Griffith igual e verdadeiramente ser chamado de seu amigo. Depois de formar um vínculo com Casca enquanto eles estão separados dos outros, Guts ajuda os Falcões em uma sangrenta batalha para capturar a impenetrável Fortaleza de Doldrey do exército Chuder Império de 30.000 forte. Um mês depois de capturar a fortaleza e ganhar a guerra, Guts parte caminho com Griffith depois de derrotá-lo em um duelo. Mas Griffith não leva bem a partida de seu ex-aliado e, em um lapso de julgamento, é pego dormir com a filha do rei, Charlotte. Por suas ações, é reconhecido como traidor do rei, sendo capturado e levado à tortura.

### III: Kōrin
Berserk: Golden Age Arc III - O Advento  ( ベルセルク黄金時代篇III降臨Beruseruku ogon Jidai-hen Suri Kōrin?) Foi lançado em 01 de fevereiro de 2013 no Japão.
Um ano depois de deixar a Faixa do Falcão, aprendendo que eles foram rotulados fora da lei em Midland, Guts retorna para ajudá-los a libertar Griffith da Torre do Renascimento. No entanto, eles descobrem que Griffith está mal vivo enquanto transformou um mutilado aleijado após meses de ser mentalmente e fisicamente torturados. Quando Griffith tenta terminar sua vida ao perceber o que ele reduziu, ocorre um eclipse solar que o atrai, Guts, Casca e seus companheiros para outra dimensão onde eles encontram os archdemons conhecidos como a Mão de Deus. Disse que tudo o que ele passou foi levando a esse momento, Griffith tem a opção de renascer como o membro final da Mão de Deus e aceita enquanto conhece sua transição exige que seus aliados sejam oferecidos como sacrifícios. Nesta batalha sem esperança com a monstruosa horda de Apóstolos de Deus, Ex-seres humanos como Nosferatu Zodd, tentativa de Guts para resgatar Griffith falha como este último aceita o acordo para fazer seus sonhos uma realidade. Isso resulta em Guts encontrando todos, além de si mesmo e Casca, abatidos enquanto Griffith renasce como Femto. Ele e Casca são trazidos de volta ao seu mundo pelo misterioso Cavaleiro do Crânio, Casca tendo perdido a sua sanidade e Guts sem seu antebraço esquerdo e olho direito. Guts começa sua jornada para caçar os Apóstolos e a Mão de Deus para que ele possa matar Griffith.

## Trilha sonora
A trilha sonora foi composta e arranjada por Shiro Sagisu, com a música-tema composta e arranjada por Susumu Hirasawa. A canção inserção de todos os filmes, "Aria", foi cantada por Hirasawa, uma performance ao vivo (do álbum Phonon 2555 Vision) está incluído no home video lançado no segundo filme, outra versão ao vivo está no DVD do álbum Nomonos and Imium; a música-tema de encerramento do primeiro filme, Coisas lindas (ウツクシキモノ, "Utsukushii Mono") foi cantada pela cantora AI em R&B (em um estilo épico de balada incaracterístico) e composta por Rykeyz e Redd Styiez, a música-tema de encerramento do terceiro filme "breakthrough", teve performance de CHEMISTRY, escrita por Kaname Kawabata, Hidenori Tanaka e UTA e arranjado por Sagisu, Miho Hazama e CHOKKAKU. Um programa especial, narrado por Akio Ōtsuka (dublador de Skull Knight), que resumiu os acontecimentos dos dois primeiros filmes, usou a música de Hirasawa Uma horda de sementes de pappus (冠毛種子の大群, Kanmō Shushi no Taigun) (do álbum The Secret of The Flowers of Phenomenon) como música-tema final.

## Recepção
Recepção para Beserk; A Idade de Ouro foi principalmente mista, com o Kotaku Richard Elsenbels panning as duas primeiras parcelas da trilogia, mas descrevendo a terceira parcela, Berserk: Golden Age Arc III: Descida , como soberano e entregar uma experiência superando o mangá original, tanto na turbulência emocional e Violência brutal.  Na avaliação de Chris Qu, para ReelRundown, ele menciona que, apesar do uso excessivo de má CGI, ele estava contente por ter visto os filmes e recomenda-los ao anime fãs procura de filmes mais corajosos. Mr.Conair de Theanimehub diz que a adaptação embora dificultado pelo tamanho insuficiente e falta acumular-se em muitas áreas tem muitos casos de dirigir apertado, Forte execução emocional e momentos ainda mais leves que tornaram o material fonte ótimo.  A trilogia ganhou bons resultados de audiência no Rotten Tomatoes, com Berserk: The Golden Age Arc 1 - O ovo do Rei marcando 75%; Berserk: A Era Dourada Arc II - A Batalha de Doldery com 85%; E Berserk: The Golden Age Arc III - O Advent recebendo 85%, a trilogia também recebeu uma classificação média de 3,8 / 5.